# Pávkovics Bence
Pávkovics Bence (Mohács, 1997. március 27. –) bajnoki bronzérmes magyar labdarúgó, a Vasas védője.

## Pályafutása

### Klubcsapatokban
Pávkovics Bence szülővárosában, Mohácson kezdte el a labdarúgást, ahonnan hamar a megye legismertebb csapatához került, a Pécsi Mecsek FC-hez. Egy hároméves fővárosi élet erejéig az MTK-nál rúgta a bőrt, miután visszatért Pécsre, ahol nemsokára bemutatkozhatott az NB I-ben és a magyar kupában is. 2015-ben a pécsi klub nem kapott licencet az első osztályban való részvételre, így Pávkovics a továbbállás mellett döntött.

#### Újpest
Pávkovics neve először 2015 júniusában merült fel az Újpestnél, elutazott ugyanis a lila-fehér kerettel a sint-truideni edzőtáborba. A fővárosiak nemsokára leszerződtették a másodcsapatukba, ahol a 2015–16-os szezon során 26 bajnoki mérkőzésen négy gólt szerzett.
2016-ban profi szerződést kötött vele csapata, ezek után már az A keretben számítottak rá. Az idény első tétmérkőzésén mutatkozott be, végigjátszotta a Budapest Honvéd és a Diósgyőr elleni rangadót. Mindkét mérkőzést elvesztette csapata, és a vezetőedző, Nebojsa Vignjevics a tapasztalat hiányát vélte felfedezni. Ennek következtében a harmadik és negyedik fordulóban csak epizódszerephez jutott. Az Újpest védőjátékosa, Kecskés Ákos sérülése után ismét kezdhetett a következő négy mérkőzésen.
A 9. fordulóra vetélytársa Kecskés Ákos gyógyulása után ismét csak a kispadon szerepelt, ám a mérkőzés 43. percében a másik belső védő, Kálnoki Kis Dávid sérülése miatt újra rá volt szüksége csapatának. A elkövetkező két bajnokin a kezdőben játszott, ebbe beletartozott a Ferencváros elleni derbi, ahol az ő öngóljával mentette a Fradi döntetlenre a meccset. Jonathan Heris visszatérése következtében ismét kikerült az alap tizenegyből, és csak két percet kapott három meccsen.

#### Debreceni VSC
2018. augusztus 31-én a Debreceni VSC vette kölcsön a 2018–2019-es szezon végéig. A szerződésben szerepelt egy vásárlási opció, amellyel élt is a DVSC, és még 2018 decemberében véglegesen leigazolták.
Négy esztendő alatt a védő 118 mérkőzésen lépett pályára a Lokiban, ezeken 7 gólt szerzett. A 2021–22-es idényben az MTK-t és a Mezőkövesdet is az ő találatával győzte le a DVSC.

#### El Paso Locomotive
2023. január 27-én jelentették be, hogy amerikai másodosztályában szereplő El Paso Locomotive csapata szerződtette. Fél év alatt 21 bajnokin lépett pályára a csapatban, majd 2023 nyarán visszaigazolt Magyarországra, az NB II-es Vasashoz.

### A válogatottban
2019-ben meghívott kapott Marco Rossi szövetségi kapitánytól a június 8.-i és június 11.-i Azerbajdzsán és Wales elleni mérkőzésekre készülő felnőtt válogatott bő keretébe. A két mérkőzésen nem kapott lehetőséget.

## Sikerei, díjai
Debreceni VSC
- Magyar bajnokság
  - bronzérmes: 2018–19